# Auguste Gillot
Pour les articles homonymes, voir Gillot.
Auguste Gillot (7 février 1905 - 1er septembre 1998) est un cadre du Parti communiste français qui exerça d'importantes responsabilités dans la Résistance et dans le parti et fut maire de Saint-Denis de 1944 à 1971.

## Biographie
Né à Dourdan (Seine-et-Oise) le 7 février 1905 dans une famille ouvrière, il devient forgeron et travaille comme carrossier dans l'automobile.

### Engagements politiques
Syndicaliste CGTU en 1924, il adhère aux Jeunesses communistes et au PCF en 1925. Militant actif, il devient cadre du parti et est candidat aux municipales à Longjumeau en 1929.
Durant un séjour en URSS de 1931 à 1932, il suit les cours de l'École léniniste internationale à Moscou.
Délégué à la conférence nationale du PCF en 1934, il est chargé de mener la lutte contre la dissidence doriotiste à Saint-Denis où il devient secrétaire du rayon du PCF. Il est élu conseiller municipal en 1937.
Devenu secrétaire de la région Paris-Nord en janvier 1936, il assiste comme délégué aux VIIIe et IXe Congrès du Parti communiste français en 1936 et 1937.

### Seconde Guerre mondiale
Fidèle au parti pendant la Seconde Guerre mondiale, il est chargé de reconstituer clandestinement le Secours populaire en 1940, réorganise les structures communistes dans l'Eure en 1942 et devient membre du Triangle National du parti en mai 1943.
En août 1943, il est désigné pour remplacer André Mercier comme représentant du PCF au sein du Conseil national de la Résistance,.

### À partir de 1944
Après la Libération, il siège à l'Assemblée consultative provisoire,.
Il intègre le Comité Central du PCF en juin 1945 et en demeure membre jusqu'en mai 1964.
le 28 août 1944, il est désigné à la présidence de la délégation municipale provisoire de Saint-Denis puis élu maire (communiste) de Saint-Denis avec 64,5 % des voix le 29 avril 1945. Il conserve ce mandat jusqu'en 1971.
Il épouse Simone Gillot en secondes noces le 30 août 1945.
Il meurt à Gisors (Eure) le 1er septembre 1998. Il est enterré au cimetière de Saint-Denis.

## Décorations
Auguste Gillot est notamment récipiendaire des décorations suivantes :
- Officier de la Légion d'honneur remise en 1994, en même temps qu'à son épouse[8]
- Croix de guerre 1939–1945[9]
- Médaille de la Résistance française avec rosette (décret du 3 août 1947)[9]

## Autobiographies
- Un couple dans la Résistance, écrit avec Simone Gillot (Catherine), Éditions Sociales, 1975 ; rééd. 1976. Traduction en hongrois, Éditions Kossuth, Budapest, 1979.
- Un forgeron dans la cité des rois - Longjumeau-Saint Denis, Éditions des Halles de Paris, 1986 -  (ISBN 2904957049).

## Témoignage
- La vie de Susanne Masson, écrit avec Simone Gillot, plaquette éditée par le PCF Saint-Denis/la Courneuve en 1993.